# Bouquinistes van Parijs

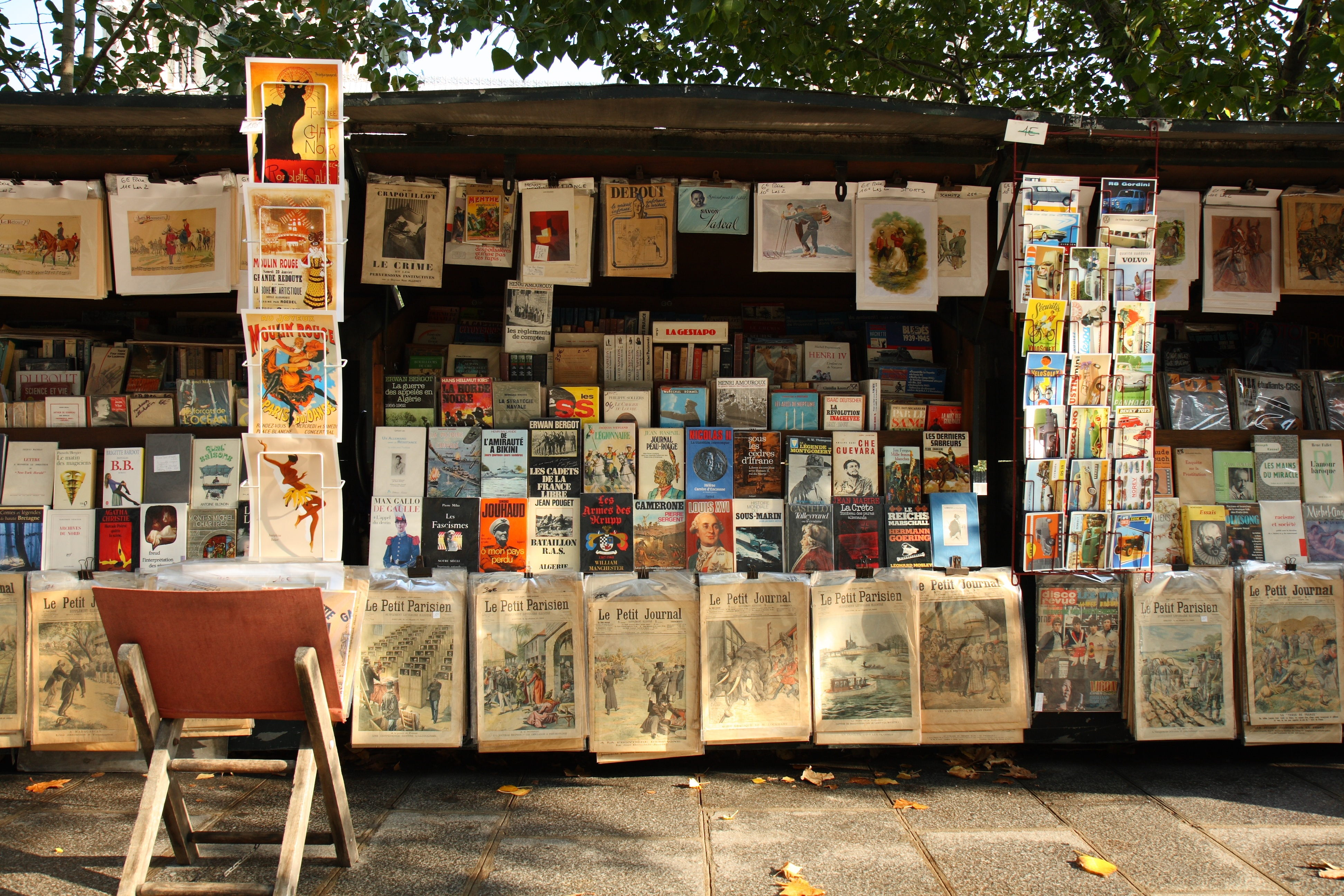
Bouquinist aan de Seine in Parijs

De Bouquinistes van Parijs zijn de boekhandelaren met verplaatsbare antiquariaten aan de oevers van de Seine in het hart van Parijs.
De term "boucquain", afgeleid van het Vlaamse boeckijn ("boekje"), verscheen in 1459 en wordt tegen het einde van de 16e eeuw geregistreerd met schrijfwijze "bouquin". De term "bouquiniste" staat in de Dictionnaire de l'Académie française in de editie van 1762 met de volgende definitie en spelling: "Celui qui vend ou achète de vieux Livres, des Bouquins" (Hij die oude boeken, boeckijnen verkoopt of koopt). De traditie van boekverkopers begon rond de zestiende eeuw met kleine winkeltjes van venters. Onder druk van de boekhandel reguleerde men in 1649 een verbod op winkels en draagbare uitstallingen van boeken bij de Pont Neuf. De ambulante boekverkopers werden daarna per periode onderworpen aan nieuwe regels.  
In 1859 zijn concessies ingesteld door de stad Parijs om de boekhandelaren vaste punten aan de kade te geven.  Iedereen had recht op 10 meter van de reling voor een jaarlijkse vergoeding van 26,35 Fr. en 25 Fr. licentie. Geïnstalleerd op meer dan drie kilometer langs de Seine zijn zij op 6 februari 2019 opgenomen in de Franse inventaris van immaterieel cultureel erfgoed als aanloop naar een eventuele erkenning en vermelding in de lijst van het immaterieel cultureel erfgoed van de mensheid van de UNESCO. De Seinekaaien zelf zijn sinds 1991 erkend als werelderfgoed. De 240 Parijse boekhandelaren opereren in 900 groene standplaatsen aan de rechteroever van de Pont Marie tot aan de Quai du Louvre en aan de linkeroever van de Quai de la Tournelle tot aan de Quai Malaquais en verhandelen daar boeken, prenten, tijdschriften en postzegels en verzorgen inkoop van deze objecten. Ze hebben nu reglementair recht op kramen van 10.2 vierkante meter. De boekverkopers van Parijs hebben navolging gevonden in andere steden zoals Ottawa, Peking en Tokio.